# Udo Wagner
Udo Wagner (ur. 2 listopada 1963 w Budziszynie) – niemiecki szermierz, florecista, reprezentujący także NRD, dwukrotny medalista olimpijski i czterokrotny medalista mistrzostw świata. 
Na igrzyskach olimpijskich w Seulu w 1988 roku wywalczył indywidualnie srebrny medal, przegrywając w finale z Włochem Stefano Cerionim 7:10. Był to jedyny medal wywalczony dla NRD w tej konkurencji. W turnieju drużynowym zajął czwarte miejsce, po tym jak reprezentacja NRD przegrała walkę o brąz z Węgrami 5:9. Brał również udział w igrzyskach olimpijskich w Barcelonie w 1992 roku, gdzie reprezentacja zjednoczonych już Niemiec w składzie: Udo Wagner, Ulrich Schreck, Thorsten Weidner, Alexander Koch i Ingo Weißenborn zwyciężyła w zawodach drużynowych. Indywidualnie zajął tam czwarte miejsce, przegrywając walkę o medal z Kubańczykiem Elvisem Gregorym 1:2.
Podczas mistrzostw świata w Sofii w 1986 roku wspólnie z Jensem Howe, Ingo Weißenbornem, Adrianem Germanusem i Arisem Enkelmannem zdobył brązowy medal w zawodach drużynowych. W tej samej konkurencji zdobywał następnie złoty medal na mistrzostwach świata w Essen (1993) oraz srebrne podczas mistrzostw świata w Budapeszcie (1991) i mistrzostw świata w Atenach (1994).

## Starty olimpijskie (medale)
Seul 1988
- floret indywidualnie –  srebro

Barcelona 1992
- floret drużynowo -– złoto